# Rhododendron diversipilosum
Rhododendron diversipilosum är en ljungväxtart som först beskrevs av Takenoshin Nakai, och fick sitt nu gällande namn av H. Harmaja. Rhododendron diversipilosum ingår i släktet rododendron, och familjen ljungväxter. Inga underarter finns listade i Catalogue of Life.